# 친위대 제13무장산악사단 한트샤르
친위대 제13무장산악사단 한트샤르 (제1크로아티아)(13. Waffen-Gebirgs-Division der SS „Handschar“ (kroatische Nr. 1)))는 나치 독일의 무장친위대 사단 중 하나이다.
1944년 3월부터 12월까지 크로아티아 독립국에서 활동하는 유고슬라비아 파르티잔에 대한 대분란전에 종사했다. 사단 이름 "한트샤르"는 예멘을 기원으로 하는 외날도검 칸자르를 의미하는 것이다. 수백년 전 크로아티아가 오스만 제국의 영토였을 시절 튀르크인 경관들이 칸자르를 패용했던 바 있다. 한트샤르 사단은 최초의 비독일계 무장친위대 사단이며, 이는 무장친위대가 다민족 혼성부대로 팽창하는 현상의 시작이라고 할 수 있다. 병사들은 주로 보스니아 무슬림, 가톨릭 크로아티아인이었고 장교 및 부사관은 대부분 독일인 또는 독일계 유고슬라비아인(민족독일인)이었다. 한트샤르 사단은 독일 총통 아돌프 히틀러와 크로아티아 포글라브니크 안테 파벨리치에게 동시에 충성을 맹세했다.
시르미아지역에서 잠시 싸우다가 사바강을 도하해 보스니아 북동부로 갔다. 이후 사바강, 보스나강, 드리나강, 스페르차강 사이의 보스니아 북동부 지역을 "보안지대"로 지정했다. 여러 차례에 걸쳐 보안지대 바깥에서도 전투를 벌였으며, 잔인하고 야만적이기로 악명이 높았다. 이 악명은 전투를 잔혹하게 해서뿐만이 아니라 세르비아인과 유대인 민간인들에게 행한 가혹행위의 탓이 컸다. 
1944년 말, 사단 병력 일부가 자그레브로 잠시 이동했는데, 이때부터 비독일계 사단원들이 대규모로 탈영하기 시작했다. 1944년에서 45년으로 넘어가는 겨울 버러녀 지역으로 보내져 거기서 붉은 군대 및 불가리아군과 싸웠다. 계속 방어선이 밀려나서 종국에는 독일 본토 전선까지 몰리게 되었고, 보스니아 무슬림 병사들은 대부분 이 시점에 탈영하여 보스니아로 돌아갔다. 부대에 남은 사단원들은 서방 연합군에게 항복하고자 서쪽으로 계속 후퇴하였다. 한트샤르 사단원 대부분은 영국 육군의 포로신세가 되었으며, 장교 38명이 전쟁범죄에 관해 유고슬라비아로 끌려갔다. 그들 중 10명이 사형당했다.

## 같이 보기
- 무장친위대의 부대 목록